# 3725 Valsecchi
3725 Valsecchi је астероид главног астероидног појаса са средњом удаљеношћу од Сунца која износи 2,681 астрономских јединица (АЈ).
Апсолутна магнитуда астероида је 13,7.